# Эстрада, Ана
Ана Милагрос Эстрада Угарте (исп. Ana Milagros Estrada Ugarte, 20 ноября 1976, Лима, Перу — 21 апреля 2024, Лима, Перу) — перуанский психолог и активистка за право на смерть. 

## Биография
В 12 лет у Эстрады диагностировали полимиозит, редкое воспалительное заболевание, вызывающее мышечную слабость. Эстрада окончила Папский католический университет Перу, прежде чем она стала парализованной и вынужденной передвигаться в инвалидной коляске. В 2015 году здоровье Эстрады ухудшилось, и её пришлось госпитализировать с пневмонией в отделение интенсивной терапии в больнице Ребальяти, в результате чего она была прикована к постели, что вызвало у неё депрессию.

### Просьба разрешить выбор эвтаназии
Примерно в 2019 году Эстрада попросила об эвтаназии из-за боли, вызванной её болезнью, но её просьба была отклонена, поскольку эвтаназия классифицируется в Перу как преступление по статье «убийство». Эстрада подала петицию на Change.org, чтобы легализовать эвтаназию в Перу и позволить себе «умереть достойно».
25 февраля 2021 года Одиннадцатый Конституционный суд Перу заявил, что эвтаназия не квалифицируется как убийство, и обязал Министерство юстиции и Министерство здравоохранения уважать её решение.

### Смерть
Эстрада стала первым человеком в Перу, умершим в результате эвтаназии 21 апреля 2024 года в возрасте 47 лет.